# Koré Maïroua
Koré Maïroua este o comună rurală din departamentul Dogondoutchi, regiunea Dosso, Niger, cu o populație de 42.592 de locuitori (2001).